# Tượng chân dung

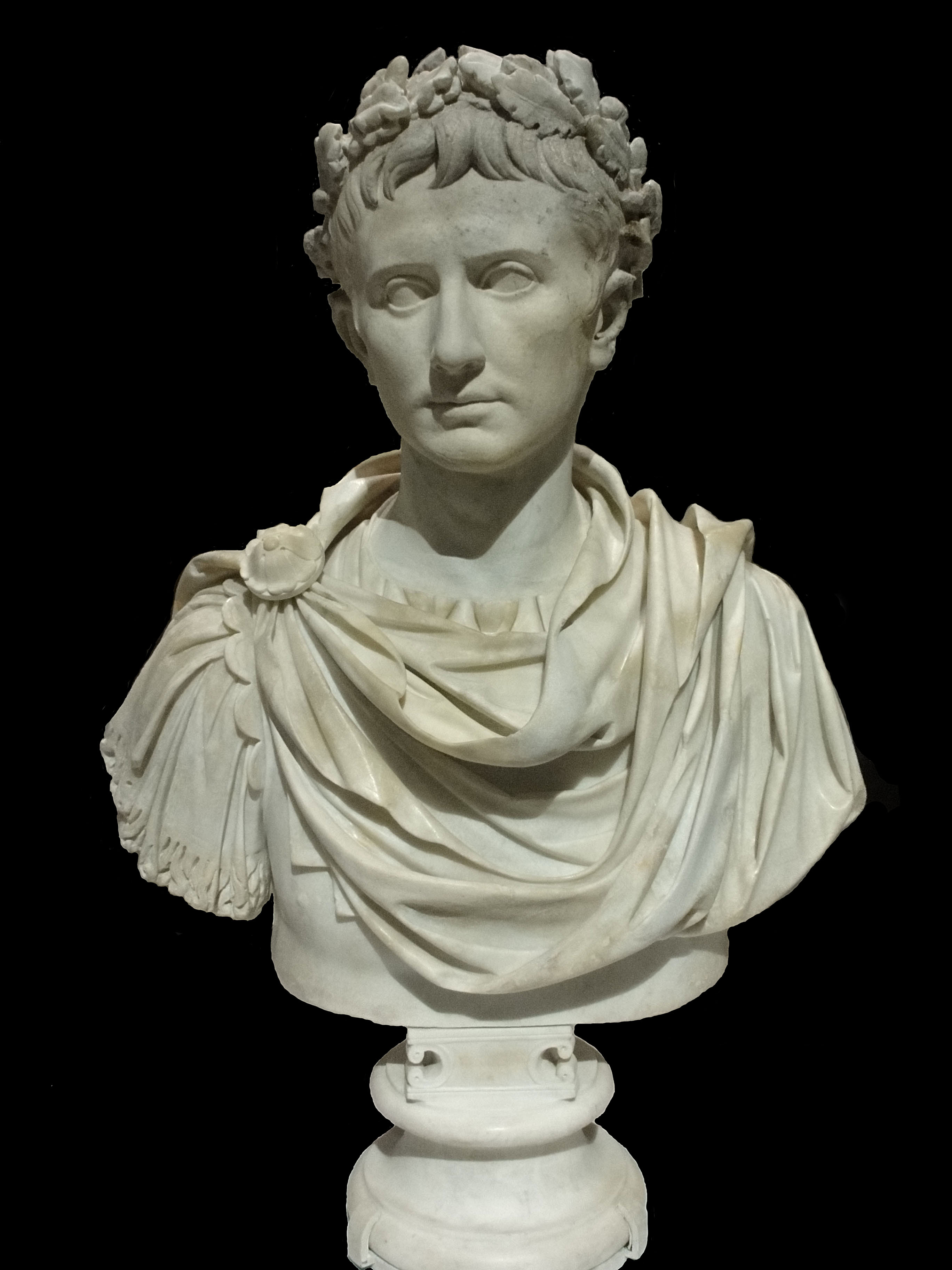
Tượng chân dung Augustus; circa 25 BC; cẩm thạch; cao: 83.5 cm, rộng: 83.5 cm; Louvre-Lens (Lens, Pháp)

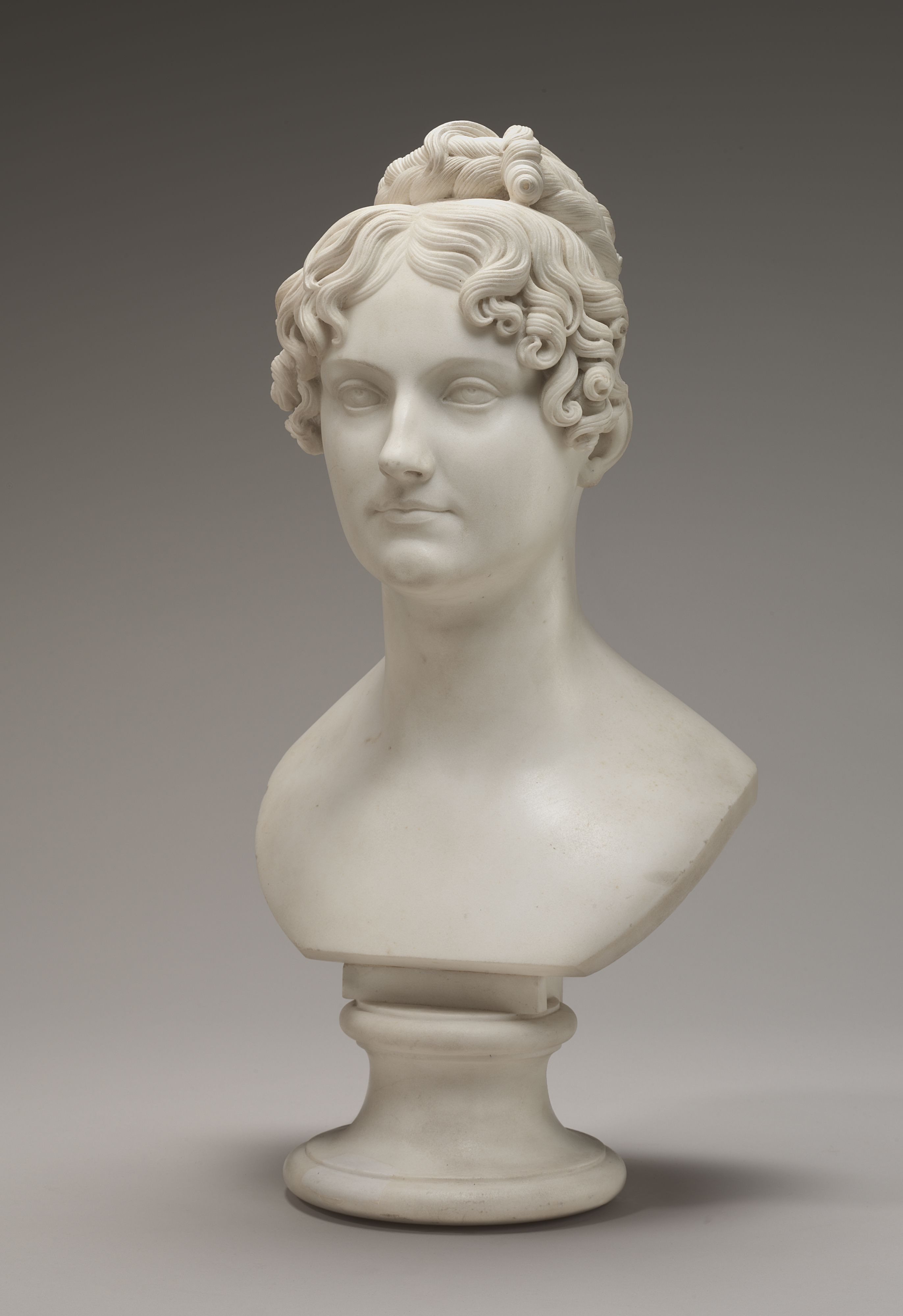
Tượng chân dung, có lẽ của Georgiana Bingham; chạm khắc vào khoảng năm 1821/1824; cẩm thạch Carrara; tổng thể không tính đế: 52.39 x 27.31 x 22.86 cm; National Gallery of Art (Washington D.C.)

Tượng chân dung hay tượng bán thân là một loại hình miêu tả điêu khắc hoặc đúc theo dạng phần trên của hình dáng con người, mô tả đầu và cổ của một người, và một phần nào đó của bộ ngực và vai. Bức tượng thường được đỡ trên một bệ tượng.Tượng chân dung thường là một bức chân dung nhằm lưu lại diện mạo của một cá nhân, nhưng đôi khi có thể đại diện cho một loại hình. Chúng có thể thuộc bất kỳ chất liệu nào được sử dụng để điêu khắc, chẳng hạn như đá cẩm thạch, đồng, đất nung, thạch cao, sáp hoặc gỗ.
Như một định dạng cho phép khắc họa những đặc điểm đặc trưng nhất của một cá nhân với ít tốn công hơn và do đó tốn ít chi phí hơn, và chiếm ít không gian hơn so với một bức tượng có chiều dài đầy đủ, tượng chân dung từ thời cổ đại đã trở thành một cách thức phổ biến để lưu chân dung có kích thước như thật. Nó cũng có thể được đúc vật liệu yếu hơn, chẳng hạn như đất nung.
Một tác phẩm điêu khắc chỉ bao gồm đầu, có lẽ với cổ, được gọi nghiêm ngặt hơn là "tượng đầu người", nhưng sự phân biệt này không phải lúc nào cũng được quan sát. Phần trưng bày thường bao gồm một giá đỡ tích hợp hoặc riêng biệt. Bức tượng Adiyogi Shiva ở Ấn Độ đại diện cho Thần Shiva của đạo Hindu là tác phẩm điêu khắc chân dung lớn nhất thế giới và cao 112 ft.